# ピラバクチン
ピラバクチン（pyrabactin）は、アブシシン酸（ABA）を模倣する合成スルホンアミドである。ABAは植物が生産する天然のストレスホルモンであり、生長を阻害することによって乾燥条件に耐えることを助ける。ABAは農業用途のために製造できるが、光に敏感であり製造には費用がかかる。ピラバクチンは比較的安価で、作るのが用意であり、光に敏感ではない。ABAとは異なり、ピラバクチンは植物の14種類のABA受容体の内、効果的な乾燥耐性に必要とされる数種のみを活性化する 。ABA模倣剤としてのその役割によって、ピラバクチンは乾燥や低温に対する作物の防御のための重要な道具となりうる。
ショーン・カトラーによるピラバクチンの発見はサイエンス誌によって2009年の画期的な研究に選ばれた 。
ピラバクチンはナフタレンスルホンアミド胚軸細胞伸長阻害剤である。遺伝学的、トランスクリプトミクス的、生理学的証拠はピラバクチンがABAと非常に似たやり方でABA経路を活性することを証明している。そのようなものとして、ピラバクチンはABA構造類縁体ではない初めてのABAアゴニストであり、新たな合成植物成長調節剤の開発に最終的につながるかもしれない。